# Dunellen
Dunellen je grad u američkoj saveznoj državi New Jersey.

## Vanjske poveznice
- (engl.) Službene stranice grada

### Ostali projekti
|  | Zajednički poslužitelj ima stranicu o temi Dunellen, New Jersey |